# Droga krajowa 40
Die Droga krajowa 40 (DK40) ist eine Landesstraße in Polen. Sie setzt an der Staatsgrenze zur Tschechischen Republik westlich von Głuchołazy (Ziegenhals) die von Šumperk (Mährisch-Schönberg) kommende tschechische Silnice I/44 fort, verläuft über Prudnik (Neustadt O.S.), wo die DK41 gekreuzt wird, Oberglogau/Głogówek, Wiegschütz/Większyce (Kreuzung mit der DK 45, Abzweig der DK38), Kędzierzyn-Koźle (Kandrzin-Cosel), Ujest/Ujazd, hinter dem bei der Anschlussstelle Łany die Autostrade A4 erreicht wird, bis Pyskowice (Peiskretscham). Hier endet die Straße an der DK94.

## Geschichte
Von der tschechischen Grenze über Głuchołazy bis Prudnik bildete die Straße bis 1945 einen Teil der deutschen Reichsstraße 147, in ihrem östlichen Abschnitt der Reichsstraße 115.
Die Länge der Straße beträgt rund 103 Kilometer.

## Wichtige Ortschaften an der Strecke
Woiwodschaft Opole (województwo opolskie):
- Głuchołazy (Silnice I/44)
- Prudnik (DK41)
- Oberglogau/Głogówek
- Wiegschütz/Większyce (DK 45, DK38)
- Kędzierzyn-Koźle
- Ujest/Ujazd

Woiwodschaft Schlesien (województwo śląskie):
- Pyskowice (DK94)